# Nanostreptus sanctus
Nanostreptus sanctus är en mångfotingart som först beskrevs av Filippo Silvestri 1897.  Nanostreptus sanctus ingår i släktet Nanostreptus och familjen Spirostreptidae. Inga underarter finns listade i Catalogue of Life.